# Інститут ендокринології та обміну речовин імені В. П. Комісаренка НАМН України
Інститут ендокринології та обміну речовин імені В. П. Комісаренка — це науково-дослідна державна установа в місті Києві.
Установу створено в 1964 році як Київський науково-дослідний інститут ендокринології та обміну речовин. У 1993 р. Інституту було присвоєно ім'я його засновника та першого директора — академіка НАН і НАМН України Василя Комісаренка, що з 1955—1960 рр. був завідувачем кафедри загальної патології (патофізіології). Інститут був переданий у підпорядкування Національній академії медичних наук України з назвою Інститут ендокринології та обміну речовин ім. В. П. Комісаренка. З 1986 року Інститут очолює член-кореспондент НАН України та АМН України Микола Тронько.
Інститут знаходиться за адресою: місто Київ, Вишгородська вулиця, 69.

## Напрями наукової діяльності Інституту
- вивчення механізму дії гормонів та гормональної регуляції метаболізму;
- вивчення етіології, патогенезу, клініки цукрового діабету, захворювань щитоподібної залози і надниркових залоз, розробка нових напрямів лікування цих захворювань та їх профілактика;
- вивчення взаємодії імунної та ендокринної систем в регуляції імунологічного гомеостазу, вивчення його ролі в розвитку цукрового діабету, захворювань щитоподібної залози;
- визначення впливу радіоактивного випромінювання на залози внутрішньої секреції в клініці та експерименті;
- пошук нових лікарських засобів для лікування основних ендокринних захворювань.

В Інституті створені наукові школи в галузі патофізіології ендокринної системи (засновник — академік В. П. Комісаренко) та в галузі клінічної ендокринології (засновники — Н. В. Ромашкан, А. С. Єфімов, О. А. Бєнікова та ін.).
Інститут є базою для підготовки аспірантів, клінічних ординаторів, захисту докторських та кандидатських дисертацій з фаху «Ендокринологія». На базі Інституту з 1992 року функціонує кафедра ендокринології Національної медичної академії післядипломної освіти ім. П. Л. Шупика, а з 1996 року видається науково-практичний журнал «Ендокринологія».
В установі 15 наукових відділів та лабораторій і низка клінічних підрозділів. Серед науковців — понад 25 докторів та близько 60 кандидатів наук. 6 співробітникам Інституту присвоєно почесне звання «Заслужений діяч науки і техніки України», 5 — «Заслужений лікар України». З числа співробітників Інституту за роки його існування підготовлено десятки докторів і сотні кандидатів наук.
У рейтингу установ НАМН України за показниками наукометричної бази даних Scopus Інститут посідає друге місце.

## Напрями клінічної діяльності Інституту
- надання висококваліфікованої спеціалізованої консультативно-діагностичної та лікувально-профілактичної допомоги населенню з ендокринною патологією;
- створення та ведення клініко-епідеміологічного реєстру дитячого та дорослого населення з найпоширенішими захворюваннями ендокринної системи;
- розробка та впровадження в практику охорони здоров'я нових методів діагностики, профілактики та лікування захворювань ендокринної системи;
- організація і проведення курсів стажування та спеціалізації з актуальних питань клінічної ендокринології.

Інститут має клінічну базу на 169 ліжок, що дозволяє проводити лікування більше 3 тис. хворих на рік. Крім надання спеціалізованої медичної допомоги, в клінічних підрозділах проводиться апробація нових методів діагностики та лікування, фармакологічних препаратів, медичної техніки. В консультативній поліклініці щорічно отримують висококваліфіковану допомогу понад 5,5 тис. хворих.

## Науковці
- Безвершенко Іван Андрійович — завідувач лабораторії молекулярних механізмів імунітету (1977—1993).
- Бездробний Юрій Васильович — провідний науковий співробітник (1972—1986; 1991—1993).
- Гула Надія Максимівна — старша наукова співробітниця (1965—1975).
- Епштейн Овсій Володимирович — завідувач лабораторії функціональної діагностики (1985—2006).
- Єфімов Андрій Семенович — завідувач відділу діабетології (1965—1996), заступник директора з наукової роботи.
- Ковзун Олена Ігорівна — завідувачка лабораторії гормональної регуляції обміну речовин (з 2004), заступниця директора з наукової роботи (з 2008).
- Комісаренко Ігор Васильович — завідувач відділення хірургії ендокринних залоз (1967—1994).
- Костюк Олена Платонівна — провідна наукова співробітниця (1980—2004).
- Малижев Вадим Олексійович — старший науковий співробітник (1969—1987).
- Маньковський Борис Микитович — завідувач відділу профілактичної діабетології (1998—2019).
- Мишуніна Тамара Мар'янівна — наукова співробітниця (з 1969).
- Орленко Валерія Леонідівна — завідувачка науково-консультативного відділу амбулаторно-профілактичної допомоги хворим з ендокринною патологією (з 2013), заступниця директора з наукової роботи.
- Славнов Валентин Миколайович — завідувач відділу радіології (1968—1990), провідний науковий співробітник.